# Andavadoaka Airport
Andavadoaka Airport är en flygplats i Madagaskar. Den ligger i den sydvästra delen av landet, 600 km sydväst om huvudstaden Antananarivo. Andavadoaka Airport ligger 6 meter över havet.
Terrängen runt Andavadoaka Airport är mycket platt. Havet är nära Andavadoaka Airport västerut. Runt Andavadoaka Airport är det glesbefolkat, med 8 invånare per kvadratkilometer. Omgivningarna runt Andavadoaka Airport är huvudsakligen savann.